# Mateusz Kus
Mateusz Kus (Piekary Śląskie, 14 de julio de 1987) es un jugador de balonmano polaco que juega de pivot en el MKS Kalisz. Es internacional con la selección de balonmano de Polonia.
Disputó los Juegos Olímpicos de Río de Janeiro 2016 con su selección.

## Palmarés

### Kielce
- Liga de Polonia de balonmano (3): 2016, 2017, 2018
- Copa de Polonia de balonmano (3): 2016, 2017, 2018
- Liga de Campeones de la EHF (1): 2016

### Motor Zaporiyia
- Liga de Ucrania de balonmano (1): 2019

## Clubes
- Olimpia Piekary Śląskie (2004-2008)
- KS Azoty-Puławy (2008-2015)
- Vive Kielce (2015-2018)
- Motor Zaporiyia (2018-2020)
- MKS Kalisz (2020- )